# Trincotto rosso
Trincotto rosso era uno sferisterio di Torino del quale si hanno notizie complete, compresi i vari passaggi di proprietà.
Fu devastato durante le guerre civili del 1640, poi ricostruito e nuovamente abbattuto durante l'assedio di Torino del 1706: reso famoso dal sacrificio di Pietro Micca. Sulle sue macerie venne costruito un piccolo teatro, che operò per pochi anni. Luigi Amedeo di Savoia acquistò il terreno e vi fece costruire sopra l'attuale Teatro Carignano, disegnato da Benedetto Alfieri, pertanto il gioco del pallone si trasferì al Balon, con ogni probabilità tra le attuali via Lanino e via Andreis, ossia negli isolati di san Edoardo, sant'Apollone e san Eraldo.
Secondo gli esegeti della “Federazione Italiana del Pallone Elastico” l'appoggio era costituito dai muri di alcuni opifici che sorgevano nel luogo, filande (per la tessitura della seta) battitoi (per la torsione della canapa), gualchiere (ove venivano inamidati i panni). La forza motrice era fornita da mulini azionati da una roggia ricoperta solo di recente e che allora delimitava il campo.
Sull'esistenza del gioco del “Balon” vi sono alcuni verbali del “Vicariato di Polizia” costretto a inviare manipoli di arcieri per sedare le zuffe tra scommettitori. Alcune risse finirono in modo drammatico, specialmente per i “marcatori di cacce” ossia gli arbitri.